# زیر تخت
زیر تخت (به انگلیسی: Under the Bed) یک فیلم ترسناک آمریکایی محصول سال۲۰۱۲ به کارگردانی استیون سی میلر می‌باشد.

## بازیگران
- جانی وستن … نیل هاوسن
- گاتلین گریفیت … پائولی هاسمن
- پیتر هولدن … تری هانسن
- موستا واندر … آنجلا هاوسن[۱]